# Holland

De provincies Noord-Holland en Zuid-Holland, hier samen afgebeeld, zijn de voortzetting van het gewest Holland, al vallen de grenzen niet geheel samen.

Holland is een historische streek in het westen van Nederland, die opgedeeld is in de provincies Noord-Holland en Zuid-Holland. Die twee provincies zijn samen niet helemaal gelijk aan het historische gewest Holland. De stad Oudewater bijvoorbeeld is door de eeuwen heen  meerdere malen veranderd van de provincie waarbij het werd ingedeeld (tussen Zuid-Holland en Utrecht), en ligt nu in de provincie Utrecht. Een recenter voorbeeld is de gemeente Vianen, die tot 2002 in Zuid-Holland lag, maar sindsdien tot Utrecht behoort. Vianen fuseerde in 2019 met de Zuid-Hollandse gemeenten Leerdam en Zederik tot de nieuwe gemeente Vijfheerenlanden die daarmee ook in de provincie Utrecht kwamen te liggen. Het omgekeerde gebeurde met de voormalige Utrechtse gemeente Loosdrecht. Bij de gemeentelijke herindeling van 2002 werd zij samengevoegd met de Noord-Hollandse gemeenten Nederhorst den Berg en 's-Graveland tot het nieuwe Wijdemeren, waarbij Loosdrecht naar Noord-Holland verhuisde.
Op 30 november 2011 telden de provincies Noord-Holland en Zuid-Holland bij elkaar 6.259.901 inwoners op een landoppervlakte van 5485,72 km², wat resulteert in een bevolkingsdichtheid van 1141 inwoners per km².

## Naam
De naam Holland is afkomstig van Holtland of Holdland, dus: "houtland". De oudste vorm is uit de tiende eeuw. Wat toen in het Oudnederlands Holtlant genoemd werd had betrekking op een nederzetting waarschijnlijk in de buurt van Leiden. Mogelijk was het de benaming voor de bosrijke geestgronden aan beide zijden van de monding van de Oude Rijn. Ook in de Westhoek in West- en Frans-Vlaanderen wordt er een onderscheid gemaakt tussen het Blootland, dat zich vlak achter de kust bevindt, en het verder van de kust gelegen Holt- of Houtland. Wat nu de  Rijnstreek rond Leiden is, vormde vanaf de 11e eeuw het kerngebied van de grafelijke macht over het grondgebied met de naam  Holland.
Plinius de Oudere (23 - 79 na Chr.) refereerde aan deze streek als het land tussen Helinius en Flevo ("inter Helinium ac Flevum"), twee vertakkingen van de Rijn waarvan de eerste in de buurt van Den Briel uitmondde in de Maas en de tweede in "de meren van het noorden". Het werd daarna de benaming van de gouw circa oras Rheni (Rijnland), van waaruit graaf Floris I zijn gebied in het noorden wist te vergroten. De oudste bronnen refereren aan het niet duidelijk gedefinieerde graafschap als Frisia ten westen van het Vlie. Tot 1101 hebben de bronnen het over Friese graven, maar in dat jaar krijgt Floris II een toevoeging; hij wordt genoemd als Florentius comes de Hollant, Floris graaf van Holland, waarmee de naam lijkt te zijn overgegaan op het gehele graafschap. Volgens historici begon toen het Graafschap Holland. In de loop van de elfde eeuw moeten de Rijnlanders hun streek, die daarvoor deel uitmaakte van Frisia, 'Holland' zijn gaan noemen. Vanaf 1100 werd dat ook buiten Holland de gangbare benaming.

## Populariserend gebruik

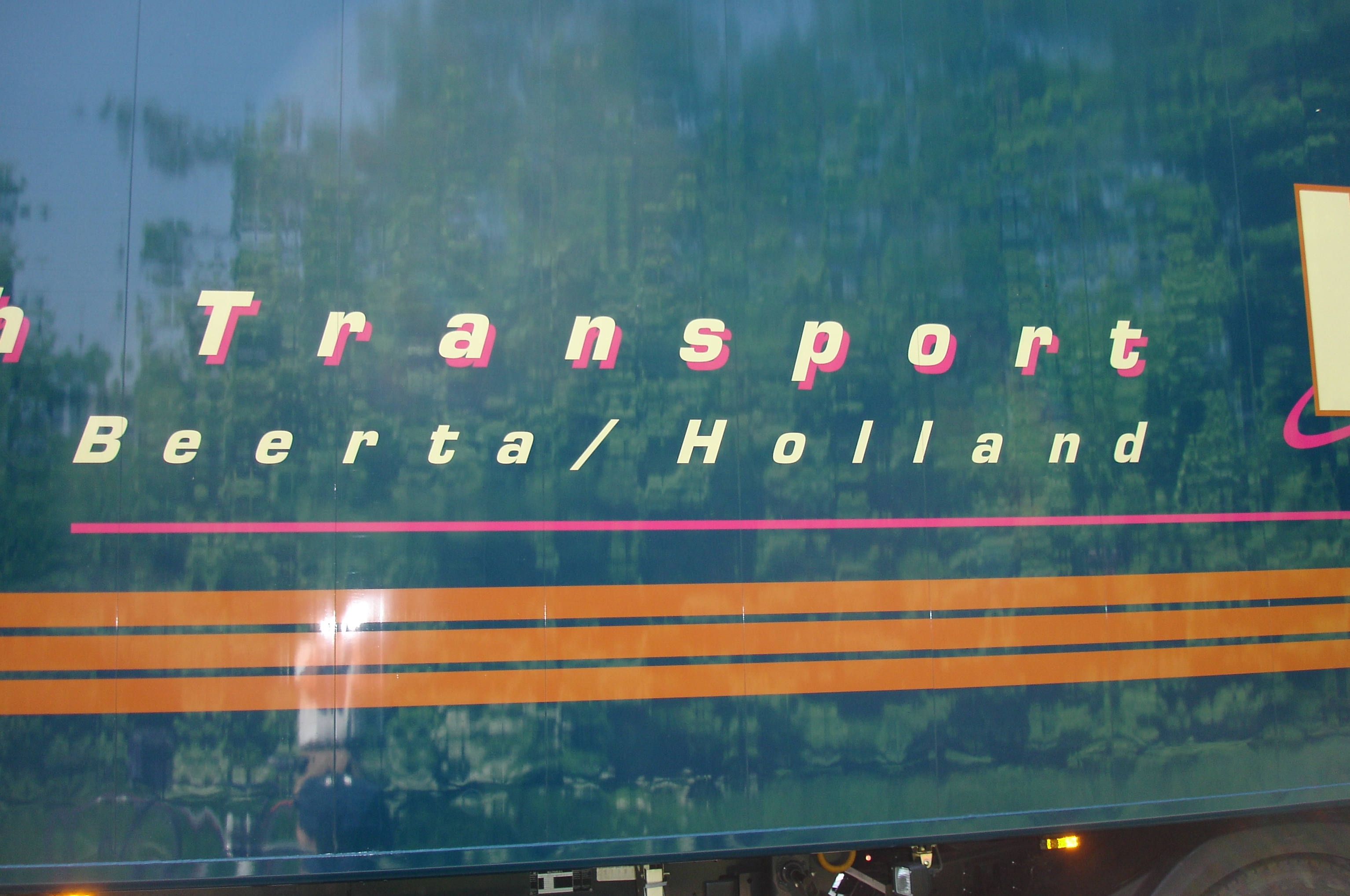
Vrachtwagen met opschrift 'Holland' in de betekenis 'Nederland' (Beerta ligt in Groningen)

De naam wordt vooral in het buitenland vaak als metoniem voor geheel Nederland gebruikt. Deze vorm van pars pro toto wordt soms ook in Nederland zelf gebruikt. In de provincie Limburg worden met 'Holland' de delen van Nederland aangeduid die buiten de eigen provincie liggen; in Noord-Brabant en sommige andere provincies wordt met 'Holland' gerefereerd aan het westen van Nederland (zonder Zeeland).
Ook in het algemene spraakgebruik komt dit metonymisch gebruik van 'Holland' veel voor. Populaire Nederlandse televisieprogramma's kennen titels als Heel Holland Bakt, Ik hou van Holland, Holland's Got Talent, The Voice of Holland, etc.). Het Nederlands Bureau voor Toerisme en Congressen (NBTC) gebruikte tot 31 december 2019 de naam 'Holland' als officiële merknaam om toerisme naar Nederland internationaal te promoten. Na een campagne van de Nederlandse overheid is dit officieel veranderd naar Nederland. Internationale transportfirma's gebruiken vaak de naam 'Holland', ook als zij zelf niet in Noord- of Zuid-Holland gevestigd zijn.

## Geografie

Bubbeldiagram dat de bevolkingsaantallen van grote en middelgrote steden in de Randstad laat zien

De historische streek Holland is gelegen in het westen van Nederland, en wordt begrensd door de Noordzee aan de westkant, Zeeland en Noord-Brabant in het zuiden, en Gelderland, Utrecht, Flevoland en het IJsselmeer in het oosten. De Rijn en de Maas monden in Holland uit in de Noordzee, en er bevinden zich nog verscheidene andere rivieren, plassen en andere watergebieden. Holland wordt door een lijn van kustduinen, onderbroken door enkele waterkeringen, beschermd voor de zee. Het meeste land betreft polderlandschap dat onder de zeespiegel ligt. Tegenwoordig ligt het laagste punt in Holland in de Zuidplaspolder, namelijk 6,76 meter onder NAP. Om te voorkomen dat Holland overstroomt is continue afvoer van water noodzakelijk. Vroeger gebeurde dit vooral door middel van windmolens, die zo talrijk waren (en op sommige plaatsen nog steeds zijn) dat de windmolen is uitgegroeid tot een symbool van Holland. Holland is in oppervlakte 7510,26 km² groot, waarvan 5485,72 km² (73%) land en 2024,54 km² (27%) water. De totale oppervlakte beslaat ongeveer 18% van Nederland.
De belangrijkste steden zijn Amsterdam, Rotterdam en Den Haag. Amsterdam is de hoofdstad en het financiële centrum van Nederland. De haven van Rotterdam is de grootste in Europa, en een van de grootste ter wereld. In Den Haag is de regering gezeteld. Samen met Utrecht en een aantal andere, kleinere gemeenten vormen deze steden de Randstad, een van de meest dichtbevolkte regio's in Europa. Echter kent Holland al sinds de zestiende eeuw een hoge graad van verstedelijking, die zich nog steeds voortzet.

## Geschiedenis

Holland rond 1350

### Prehistorie
Voor de komst van de Romeinen werd het gebied al bewoond door mensen. De oudste sporen van menselijke activiteit stammen uit de periode 12.000-9.000 v.Chr. Mensen woonden toen voornamelijk op de hoger gelegen gebieden in plaats van in de natte delta. De vertegenwoordigers van de Vlaardingencultuur konden juist in de natte delta goed vertoeven. Door de daling van de zeespiegel gedurende de Brons- en IJzertijd werd landbouw op grotere schaal mogelijk en groeide de bevolking en ontstonden er permanente nederzettingen op verschillende plaatsen achter duinen, langs rivieren en op Texel.

### Graafschap Holland

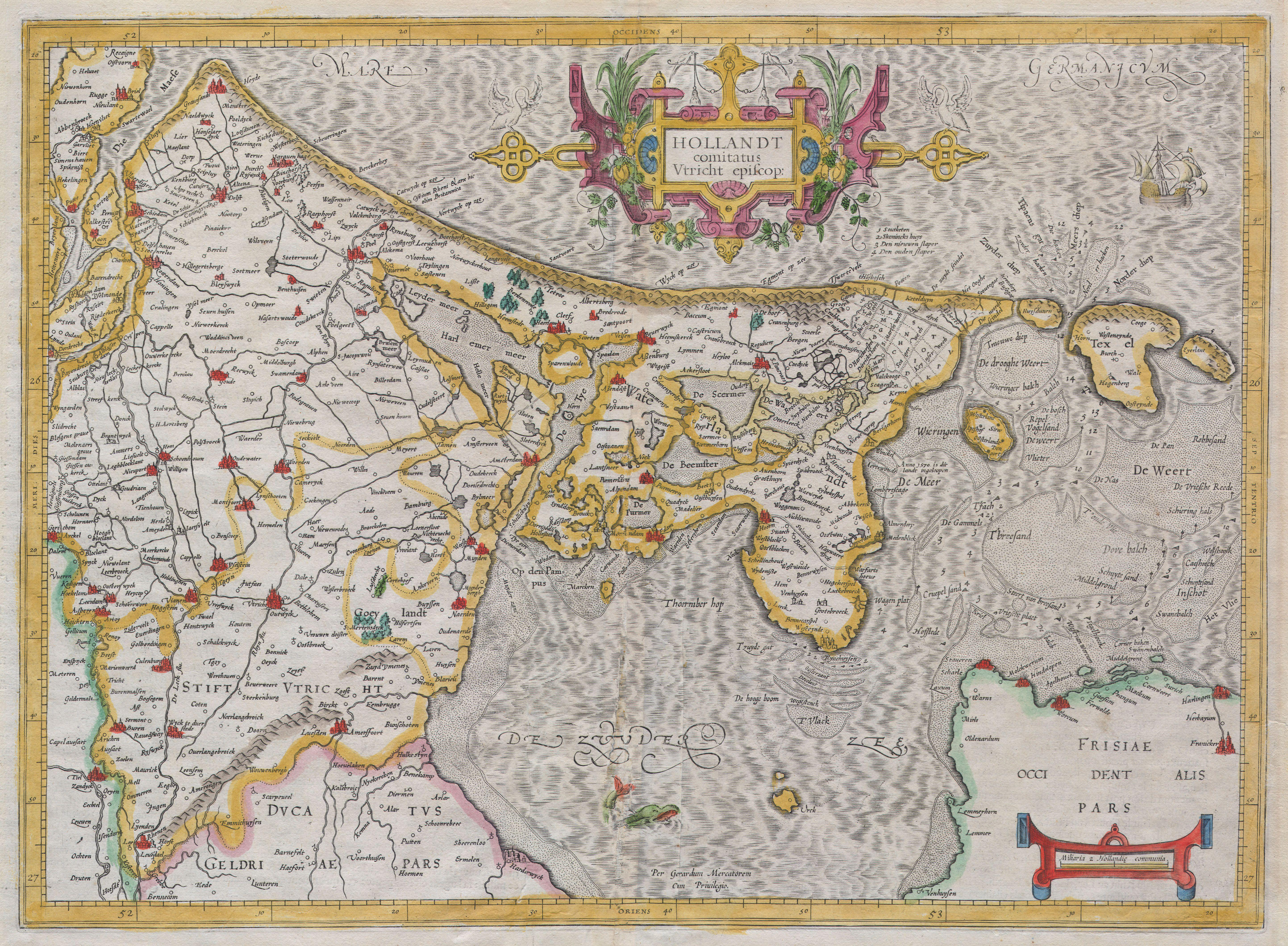
Graafschap Holland en omgeving in 1606 door Gerard Mercator

Het graafschap Holland werd in 1101 voor het eerst als dusdanig aangeduid. Na de Eerste Vrije Statenvergadering van 1572 namen de Staten van Holland en West-Friesland het bestuur over van de toenmalige graaf, Filips II. Ze namen ook de bestuurlijke rol over van het Hof van Holland, dat nog tot ver in de zestiende eeuw politieke bevoegdheden hield, maar zich steeds meer beperkte tot gerechtelijke aangelegenheden.

### Gewest Holland
Tijdens de Tachtigjarige Oorlog speelde het gewest Holland en West-Friesland een belangrijke rol in het verzet tegen de Spanjaarden. Nadat een deel van de Nederlanden zichzelf soeverein verklaarde trad het uiteindelijk toe tot wat de Republiek der Zeven Verenigde Nederlanden ging heten en werd Holland daarvan het leidende gewest, dat was verdeeld in het Zuiderkwartier en het Noorderkwartier.
Er was geen graaf van Holland meer. De Staten van Holland en West-Friesland waren soeverein, dat niet langer als graafschap werd aangeduid, ook al rustte op het wapen soms een grafelijke kroon en had het binnen de Staten-Generaal van de Republiek formeel een grafelijke rang. In de Staten kwamen de door de steden verkozen afgevaardigden bijeen. De edelen van Holland, een kleine groep edellieden, hadden samen één stem die in hun naam door de raadpensionaris van Holland werd uitgebracht.
De steden hadden een protocollaire volgorde. Aangezien men in de 17e en 18e eeuw gefixeerd was op rang en anciënniteit, traden de vertegenwoordigers in deze volgorde op in de Staten en brachten zij hun stem in deze volgorde uit. Dordrecht was de oudste en eerste der Hollandse steden en mocht ook de raadpensionaris voorstellen, al was dit een formaliteit. De raadpensionaris Johan de Witt kwam uit deze stad.
| - Dordrecht - Haarlem - Delft - Leiden - Amsterdam - Gouda - Rotterdam - Gorinchem - Schiedam | - Schoonhoven - Brielle - Alkmaar - Hoorn - Enkhuizen - Edam - Monnickendam - Medemblik - Purmerend |

### Franse tijd

Noordelijke departementen van het Eerste Franse Keizerrijk, 1811

In 1799, na de vorming van de Bataafse Republiek, werd Nederland op een andere manier verdeeld, namelijk in departementen. Het gewest Holland werd verdeeld in het Departement van Texel (van Vlie tot Rijn), het Departement van de Amstel (omgeving Amsterdam), het Departement van de Delf (Holland ten zuiden van de Rijn, zonder de eilanden), want die werden inclusief het eiland van Dordrecht, samen met het westen van Bataafs-Brabant (incl. Breda), bij Zeeland gevoegd: Departement van de Schelde en Maas (hoofdstad Middelburg). In 1802 werd na de vorming van het Bataafs Gemenebest de gewestelijke structuur van vóór 1799 weer grotendeels hersteld en zo ontstond het departement Holland.
In 1807, bij de departementale herindeling als gevolg van de oprichting van het koninkrijk Holland, werd het departement Holland in tweeën gedeeld, namelijk in de departementen Amstelland en Maasland.
Na de annexatie van het koninkrijk Holland op 9 juli 1810 werden deze departementen op 1 januari 1811 een departement van het Eerste Franse Keizerrijk onder de namen Zuiderzee en Monden van de Maas.

### Vorstendom der Verenigde Nederlanden
In de Grondwet van 1814 werd Holland ingesteld als ongedeelde provincie in het Vorstendom der Verenigde Nederlanden.

### Koninkrijk der Nederlanden
In 1815 werd Holland een provincie in het Koninkrijk der Nederlanden. Om de dominantie van Holland te verminderen werd de provincie in 1840 gesplitst in de provincies Noord-Holland en Zuid-Holland. In de jaren daarna werd nog regelmatig met gebieden geschoven tussen de twee provincies en ook met de andere aanliggende provincies, zoals in 1942 toen de eilanden Vlieland en Terschelling bij de provincie Friesland werden ondergebracht.

## Positie van Holland in Nederland

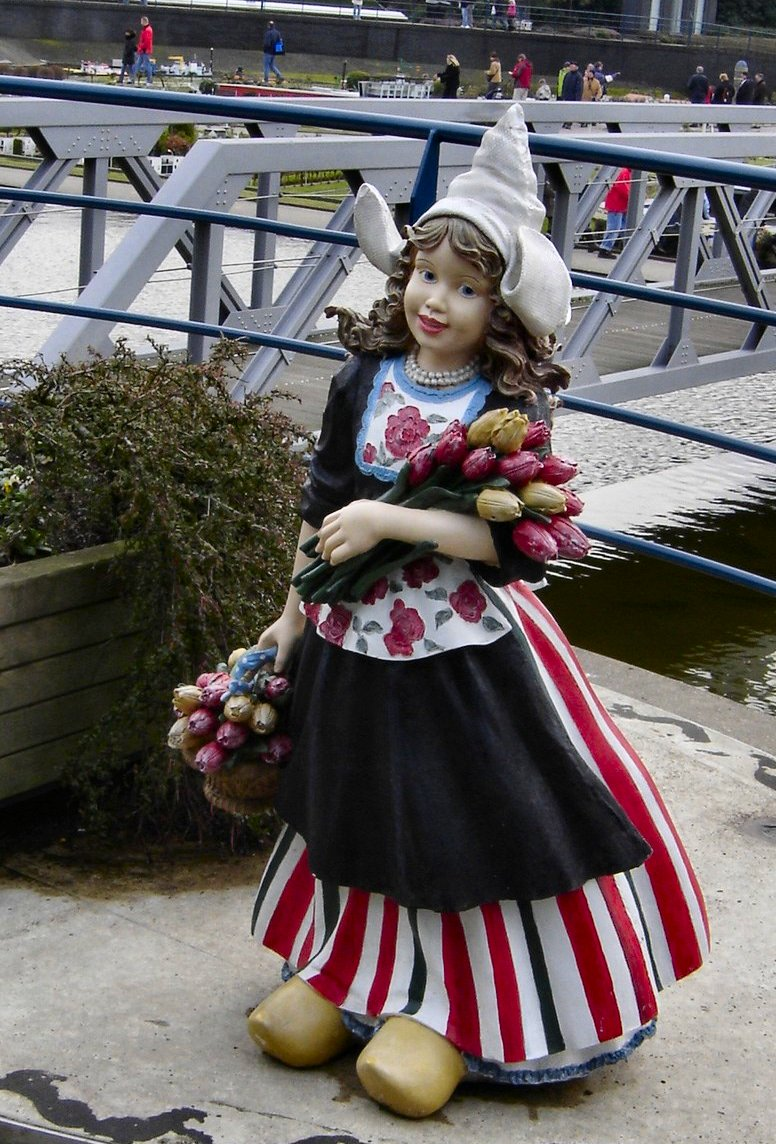
Vrouw Antje, stereotype van Holland.

Al in de Late Middeleeuwen had Holland een grote politieke invloed op het gebied ten noorden van de grote rivieren, vooral omdat het graafschap het Sticht (het wereldlijke bestuursgebied van het Bisdom Utrecht) begon te domineren.
Tijdens de Republiek werd er ook een steeds sterkere culturele invloed uitgeoefend op de andere gewesten. De stadsdialecten van het Hollands werden het Standaardnederlands, terwijl taalvarianten in de overige delen van het land aan status inboetten, veelal een stigma kregen en zich ontwikkelden richting het Standaardnederlands.
Naar buiten toe bepaalde het machtige gewest de beeldvorming over Nederland. Holland is dan ook in vele talen het woord voor Nederland in het algemeen geworden. Daarbij wordt tegenwoordig gedacht aan stereotypen zoals tulpen, klederdracht en klompen maar ook marihuana en prostitutie; al sinds het midden van de 19e eeuw worden typisch Hollandse kenmerken ingezet bij de promotie van Nederland als geheel. Vanaf die tijd werd ook de nationale eenheid versterkt door een proces van economische en culturele modernisering dat uitstraalde vanuit de Hollandse steden. Nog steeds is de Randstad Holland (meestal afgekort tot Randstad) het politieke, economische en culturele centrum van Nederland.
Tot de deling van 1840 maakte de bevolking van Holland ca. 29 procent van de bevolking van geheel Nederland uit.